# كتاب الشهادة (رواية)
كتاب الشهادة, هي رواية لروائي وكاتب القصة القصيرة والسيناريوهات الروائية الدرامية والسينمائية الأيرلندي جون بانفيل ،و قد ترجمها إلى اللغة العربية المترجم المصري يوسف رخا و حررها أحمد العلي عن الرواية الأصلية "The Book of Evidence" الصادرة سنة 1989 ، و قد صدرت طبعتها العربية الأولى سنة 2020 عن "روايات" إحدى شركات "مجموعة كلمات" و عدد صفحات 243.وحازت جائزة جينيس بيت آفيشين، كما دخلت القائمة القصيرة لجائزة المان بوكر للعام نفسه.

## ملخص الرواية
تحكي عن فريدي مونتغومري، عالم إحصاء سابق يتورط بشكل ما مع عصابة في جزيرة على المتوسط، فيرجع إلى مسقط رأسه كي يجلب المال من أجل إعتاق زوجته وابنه، لكن مع تدافع الأحداث يقتل خادمةً رأتْه يسرق لوحة ثمينة من المنزل الذي تعمل به. الراوي هو القاتل نفسه الذي يسرد قصته من السجن في انتظار محاكمته في كتاب يقدمه كشهادة (دليل) في القضية.
ترتسم الرواية كحكاية لشخص أمام محكمة يتحدث عن أحداث حميمية و أخرة مرتبطة بأسرته ،كما يعالج صورة السجن و بعض ما يتيحه من تأمل في الذات و تفكر في الانسان و المجتمع.

## نقد
يمكن أعتبار رواية كتاب الشهادة ولو بدرجةٍ ما، رواية جريمة، غير أنها أبعد ما تكون عن أعمال التشويق والغموض والإثارة المعهودة ذات القالب المحفوظ والمتكرر

## إقتباسات
حين أقول إنها لم تكن طيبة لا أقصد أنها كانت شريرة أو فاسدة. إن عيوبها لا تذكر مقارنة بالشروخ الحادة التي تقطع روحي بالعرض. فأقصى ما يمكن أن يتهمها الواحد به هو ضرب من الكسل الأخلاقي.

 هكذا يحدقون، هؤلاء الناس. إن إحساسهم بأنفسهم من الضالة بحيث يتخيلون أن أحدًا لن يرى أفعالهم فيما يبدو وكأنهم يتلصصون علينا من عالم آخر.